# Johann Anton Joachim von Arnim
Johann (Hans) Anton Joachim von Arnim (* 13. Dezember 1753 in Lützlow; † 5. August 1821 in Neuensund) war ein preußischer Landrat und Gutsbesitzer.

## Leben

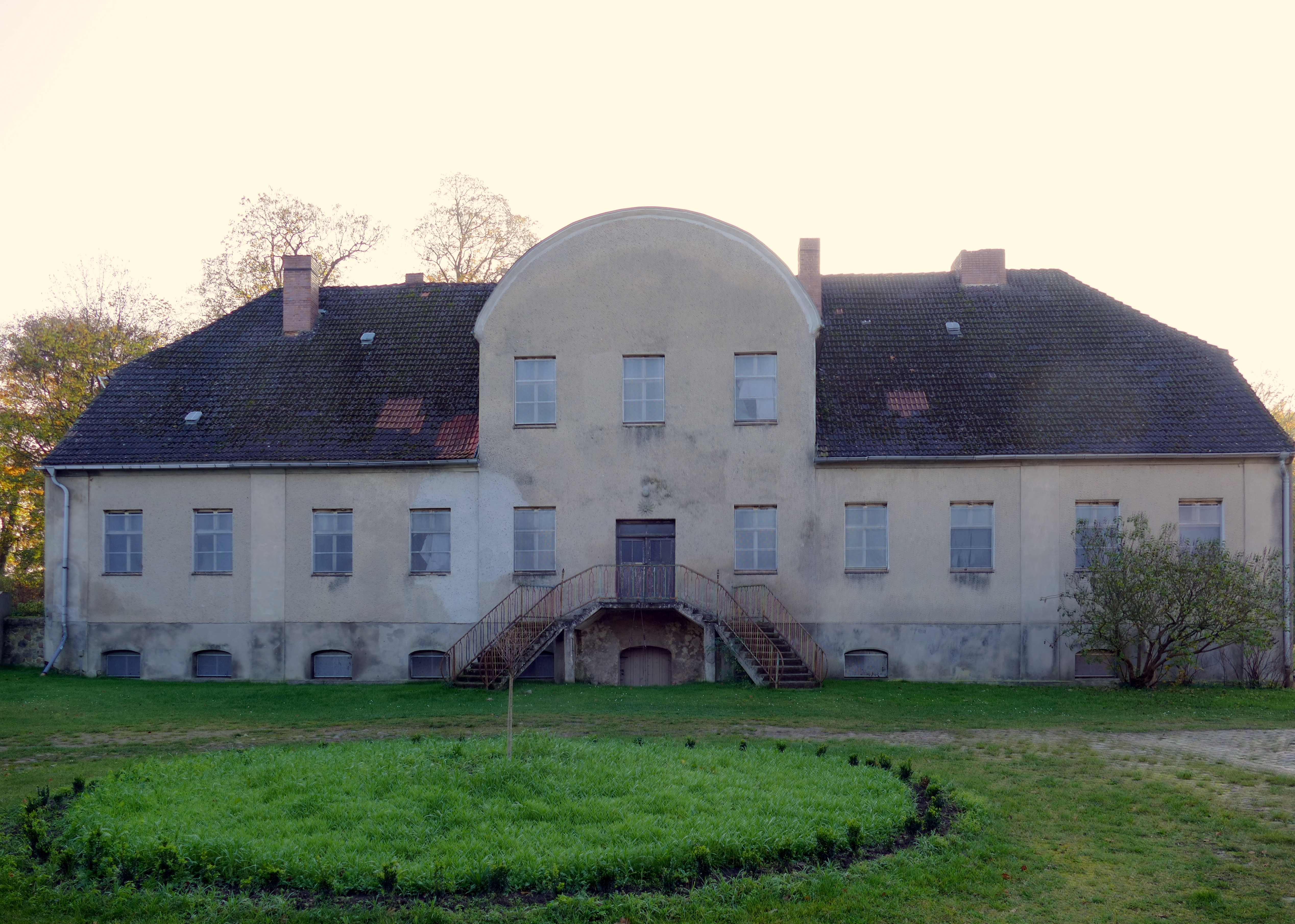
Gutshaus Neuensund

Gutshof in Neuensund, von der Treppe des Gutshauses aus gesehen

### Familie
Johann Anton Joachim von Arnim war der einzige Sohn des Landrats Johann Ernst von Arnim (* 15. August 1717; † 1. Januar 1782), Erbherr auf Lützlow, Mürow, Schwarzensee, Neuensund, Klepelshagen und Wismar und dessen Ehefrau Sophie Marie Louise (geb. von Rochow)-Plessow († 1756), Tochter des Generals Hans Friedrich II. von Rochow-Plessow.
Am 17. Juli 1785 heiratete er Caroline (geb. von Rieben)-Galenbeck (* 10. März 1768 in Neuensund (?); † 15. März 1835 ebenda); gemeinsam hatten sie mehrere Kinder. Tochter Auguste ehelichte Christian Friedrich Karl Eberhard Freiherr von Seckendorff-Adebar, Tochter Karoline heiratete Herrn von Gentzkow-Brook. Gutserbe wurde der Sohn Hans von Arnim-Neuensund. Ernst von Arnim-Neuensund fiel als Leutnant in der Schlacht von Großbeeren. Der jüngste Sohn Otto von Arnim erhielt die Güter Mürow und Lützlow. Die weiteren Töchter, Henriette, Karoline und Friedrike heirateten in Adelsfamilien, Tochter Sophie starb früh.
Enkel Otto von Arnim übernahm Mürow und Lützlow. Enkelsohn Georg von Arnim stiftete einen Familienfideikommiss für Güterberg. Ihre Enkel waren auch die Politiker Hans von Arnim und Karl von Arnim-Züsedom. 1802 hatten seine Güter einen Wert von ungefähr 350.000 Talern und mit 800 Hektar Land war das Gut Neuensund der zweitgrößte Gutsbesitz in Mecklenburg.
Gemeinsam mit seiner Ehefrau wurde er in einer Gruft in Neuensund begraben.

### Werdegang
Johann Anton Joachim von Arnim immatrikulierte sich am 25. Oktober 1773 in Halle zu einem Studium der Rechtswissenschaften. Nachdem er am 22. April 1779 seine erste Prüfung abgelegt hatte, wurde er Referendar bei der kurmärkischen Kriegs- und Domänenkammer in Berlin. 1781 absolvierte er zwar seine drei Proberelationen (abschließende Prüfungsarbeiten) für das große Examen, das er dann jedoch nicht ablegte, weil er nach dem Tod seines Vaters 1782 dessen Güter übernehmen musste. 1782 wurde er Kreisdeputierter und nahm daher im Februar 1782 seinen Abschied als Referendar.
Nachdem er 1789 Ritterschaftsrat geworden war, wurde er mit Ordre vom 8. Mai 1795 als uckermärkischer Ritterschaftsdirektor bestätigt und wurde damit Nachfolger von Ernst Wilhelm Friedrich von Winterfeld (1733–1795).
Er wurde Mitte 1795 von den Ständen zum Nachfolger des verstorbenen Landrats Ernst Wilhelm Friedrich von Winterfeld gewählt und übernahm den Stolpirischen Kreis, lehnte das Amt jedoch Anfang 1796 ab, weil er weitere Verpflichtungen, unter anderem als Ritterschaftsdirektor hatte und sein Gut Neuensund zu weit entfernt war.
Im Februar 1799 wurde er von den uckermärkischen Ständen zum Nachfolger des verstorbenen Geheimen Kriegs- und Landrats des uckermärkischen Kreises Carl Otto von Arnim gewählt. Nachdem er am 7. Dezember 1798 das große Examen im Beisein des Ministers Dietrich von Werder bestanden hatte, wurde er am 16. Dezember 1798 zum Landrat bestellt; er blieb bis 1816 in diesem Amt.
Johann Anton Joachim von Arnim pflegte eine Freundschaft mit dem Agrarwissenschaftler Albrecht Daniel Thaer und versuchte dessen Ideen über die Intensivierung und Verbesserung des landwirtschaftlichen Betriebs zu verwirklichen.